# اچ‌ام‌ای‌اس پروتکتور (۱۸۸۴)
اچ‌ام‌ای‌اس پروتکتور (۱۸۸۴) (به انگلیسی: HMAS Protector (1884)) یک کشتی بود که طول آن ۱۸۰ فوت (۵۴٫۹ متر) بود. این کشتی در سال ۱۸۸۴ ساخته شد.